# クニさんちの魔女たち
『クニさんちの魔女たち』（クニさんちのまじょたち）は、1994年4月11日から同年6月27日まで、テレビ朝日系列「月曜ドラマ・イン」枠で放送されていたテレビドラマである。

## あらすじ
テレビ番組のお天気キャスターをしているクニさんこと松川邦高の家に突然四人の女性が転がり込んできた。彼女たちは四姉妹で、バツイチ出戻りでなにかと冴えない長女、ローン地獄真っ最中だがプライドだけは気高い次女、声優志望のアニメオタクで夢見がちな三女、高校生で反抗期まっさかりの四女といずれも個性的な面々。邦高の父で礼儀作法教室を経営する晴夫の親友・修造の娘たちだった。晴夫は急死した修造の莫大な借金を肩代わりした上、借金の形に自宅を失った娘たちの面倒も見るという。クニさんと弟の洋介は父親のあまりに独善的な行動に唖然とするばかり。かくして、男所帯のクニさんちに居候することになった四姉妹はまるで魔女のように勝手気ままに振る舞い、日々騒動を繰り広げていく。

## キャスト
- 岡村いちこ：黒木瞳

長女。成田離婚されて以来、異性に対して極度のトラウマを引きずっている。生来鈍臭く、化粧とファッションのセンスも最悪。しかし、隠れ美人だがふたばとしほと同じく貧乳でもある。
- 岡村ふたば：田村翔子

次女。一流企業で重役の秘書をしていてプライド高い見栄っ張りな性格なのだが、買い物依存症でブランド物を買い漁り、常にローン地獄に追われている。しかし、スタイル抜群だがいちことしほと同じく貧乳でもある。
- 岡村みつえ：細川ふみえ

三女。声優養成所に通っているアニメオタク。クニさんを好きになるのだが、引っ込み思案な性格なゆえになかなか伝わっていかない。しかし、いちことふたばとしほと違い巨乳でもある。
- 岡村しほ：小田茜

四女。高校生。反抗期ゆえに姉たちと何かとぶつかりあっていて、ふたばからは侮蔑されて「しっぽ」と呼ばれる事がある。洋介を好きになるのだが、彼の妹・英子との複雑な事情を知って奥手になってしまう。いちことふたばと同じく貧乳でもある。
- 松川邦高：石黒賢

松川家の長男で、職業はテレビ番組でお天気キャスターをしている。公私ともにクニさんと呼ばれていて、その清潔な容姿と性格で女性に人気があるのだが、野暮ったいのでモテるところまでは行っていない。雲の写真を撮ることが趣味など根っから天気のことが好き。直近に迫る、初めての気象予報士試験に向けて勉強中でもある。
- 松川洋介：原田龍二

松川家の次男で、邦高の弟。定職には就かずに路上ミュージシャンをしており、ライブを開けば常に観客が集まっていてそれなりに人気がある。晴夫の財産をアテにし、将来はライブハウスを作る魂胆があったのだが、四姉妹の父親の借金肩がわりでその夢は潰える。それゆえに、当初は四姉妹を目の敵にしていて何かとぶつかりあってしまう。
- 松川英子(えいこ)：辺見えみり

邦高と洋介の妹で、松川家の末っ子。しほとは同い年でお互い気が合う仲になる。四姉妹が松川家に転がり込んでくる前に家を飛び出していて、いまは竹内勇作と安アパートで同棲中（それゆえに松川家は男所帯となってしまっていた）。
- 竹内勇作：田辺誠一

洋介とは昔からの友人で、一緒にライブハウスを作る夢を見ていた。洋介と同様に定職に就いておらず、光熱費が支払えないほどの貧乏な生活を送っているが、英子との同棲生活はお互いエンジョイしている。朴訥な性格なのと松川家の許しがないままに英子と同棲しているので松川家の面々には頭が上がらない。
- 栗原薫：中野英雄

晴夫の弟子。自宅のマンションに住んではいるが、松川家にも日々出入りしていて、松川家の男たちと四姉妹の食事を作るなど家事の世話もしている。
- 松川晴夫：小野寺昭

礼儀作法教室を経営していて邦高・洋介・英子の父。妻とは死別していて独身。邦高がテレビ局へ自転車通勤で通えるほどの都心に庭付き一戸建ての邸宅を持っており、羽振りも良い。礼儀作法の達人ゆえに性格や喋り方が女性より女性っぽいので、息子の邦高と洋介からさえホモではないかと疑われている。四姉妹の父である修造とは学生時代からの親友であったのだが、恋愛感情にも似た、単なる友情とは思えないその思い出話をする度に、息子たちや四姉妹は理解出来ずにうろたえてしまう。
- 岡村修造 : ※役者なし

いちこ、ふたば、みつえ、しほ四姉妹の父親。ドラマ開始時点で故人。晴夫とは高校時代からの親友であり、彼からは「修ちゃん」と呼ばれていた。役者は設定されておらず、登場人物たちの会話の中でのみの登場。

## テーマ曲
- 主題歌　「Happy Birthday｣　唄　KENJIRO
- 挿入歌　「ずっと変わらず｣　唄　原田龍二
- エンディングテーマ「“彼女”になりたかった日」　唄　西脇唯

## スタッフ
- 脚本：寺田敏雄、原田菜穂子
- 演出：森田光則、根本実樹、松原信吾、岡田寧
- 音楽：KENJIRO
- 劇中アニメ協力：バンダイビジュアル、トライアングルスタッフ
- アニメ原作：木根尚登「ユンカース・カム・ヒア」
- プロデューサー補：次屋尚
- 技術協力：東通
- スタジオ：緑山スタジオ・シティ
- プロデュース：岩城利明、黒田徹也、森田光則
- 制作：木下プロダクション、テレビ朝日

## サブタイトル
1. 娘達をよろしく　視聴率 12.8%
2. 2億円返せ　視聴率 13.9%
3. 嵐の中の恋　視聴率 12.9%
4. 危険なバイト　視聴率 11.1%
5. 出戻りの初夜　視聴率 11.3%
6. 恋の乱数表　視聴率 11.4%
7. オヤジが恋敵　視聴率 13.5%
8. 恋の魔法　視聴率 13.7%
9. 6月の風はH　視聴率 14.3%
10. まぶたのママ　視聴率 14.8%
11. いい日出発　視聴率 14.6%

## ネット局
| 放送対象地域  | 放送局           | 系列           | 備考               |
| ------------- | ---------------- | -------------- | ------------------ |
| 関東広域圏    | テレビ朝日       | テレビ朝日系列 | 制作局             |
| 北海道        | 北海道テレビ     | テレビ朝日系列 |                    |
| 青森県        | 青森朝日放送     | テレビ朝日系列 |                    |
| 宮城県        | 東日本放送       | テレビ朝日系列 |                    |
| 秋田県        | 秋田朝日放送     | テレビ朝日系列 |                    |
| 山形県        | 山形テレビ       | テレビ朝日系列 |                    |
| 福島県        | 福島放送         | テレビ朝日系列 |                    |
| 新潟県        | 新潟テレビ21     | テレビ朝日系列 |                    |
| 長野県        | 長野朝日放送     | テレビ朝日系列 |                    |
| 静岡県        | 静岡朝日テレビ   | テレビ朝日系列 |                    |
| 石川県        | 北陸朝日放送     | テレビ朝日系列 |                    |
| 中京広域圏    | 名古屋テレビ     | テレビ朝日系列 |                    |
| 近畿広域圏    | 朝日放送         | テレビ朝日系列 | 現・朝日放送テレビ |
| 広島県        | 広島ホームテレビ | テレビ朝日系列 |                    |
| 山口県        | 山口朝日放送     | テレビ朝日系列 |                    |
| 香川県 岡山県 | 瀬戸内海放送     | テレビ朝日系列 |                    |
| 福岡県        | 九州朝日放送     | テレビ朝日系列 |                    |
| 長崎県        | 長崎文化放送     | テレビ朝日系列 |                    |
| 熊本県        | 熊本朝日放送     | テレビ朝日系列 |                    |
| 大分県        | 大分朝日放送     | テレビ朝日系列 |                    |
| 鹿児島県      | 鹿児島放送       | テレビ朝日系列 |                    |